# Кармел бай дъ Сий (Калифорния)
Кармел бай дъ Сий, често наричан само Кармел, (на английски: Carmel-by-the-Sea, често наричан само Carmel) е град в окръг Монтерей, щата Калифорния, САЩ. Град Кармел се намира на около 2 часа, 185,55 км (115,97 мили), южно от Сан Франциско. Населението на Кармел е 3897 души (по приблизителна оценка от 2017 г.).

## Известни жители
- Брад Пит, актьор
- Джек Лондон, писател
- Клинт Истуд, актьор, бивш кмет на града